# Monte Alpesisa
Il monte Alpesisa è un rilievo dell'Appennino ligure alto 989 m s.l.m., situato in Liguria tra la Val Bisagno e la Valle Scrivia.

## Caratteristiche

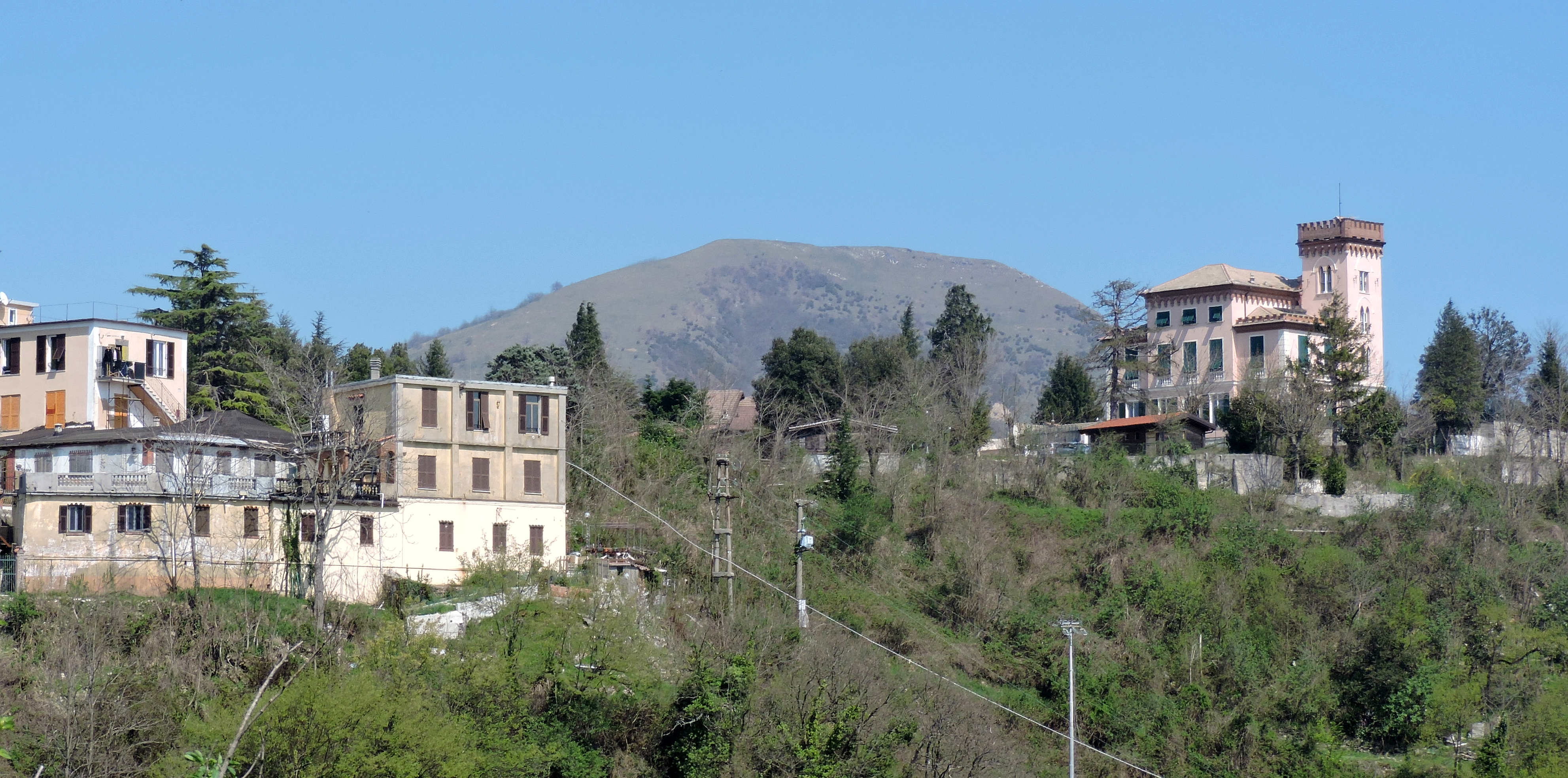
Vista dalla Val Bisagno, in primo piano il Colle di Creto

La montagna sorge sullo spartiacque appenninico principale, al confine tra i comuni di Genova e di Montoggio. Verso ovest la Gola della Sisa (729 m) la separa dal Monte Cornua mentre ad est lo spartiacque Bisagno/Scrivia prosegue con il Monte Lago. Il monte Alpesisa è caratteristico per la sua forma, trapezoidale se vista da Genova e che appare invece conica da altri punti di vista. I pendii che lo costituiscono sono principalmente erbosi. Il punto culminante, che si trova su un lungo tratto di cresta quasi pianeggiante, è segnalato dalla presenza di una croce di vetta metallica costruita assemblando balestre di camion.

## Storia

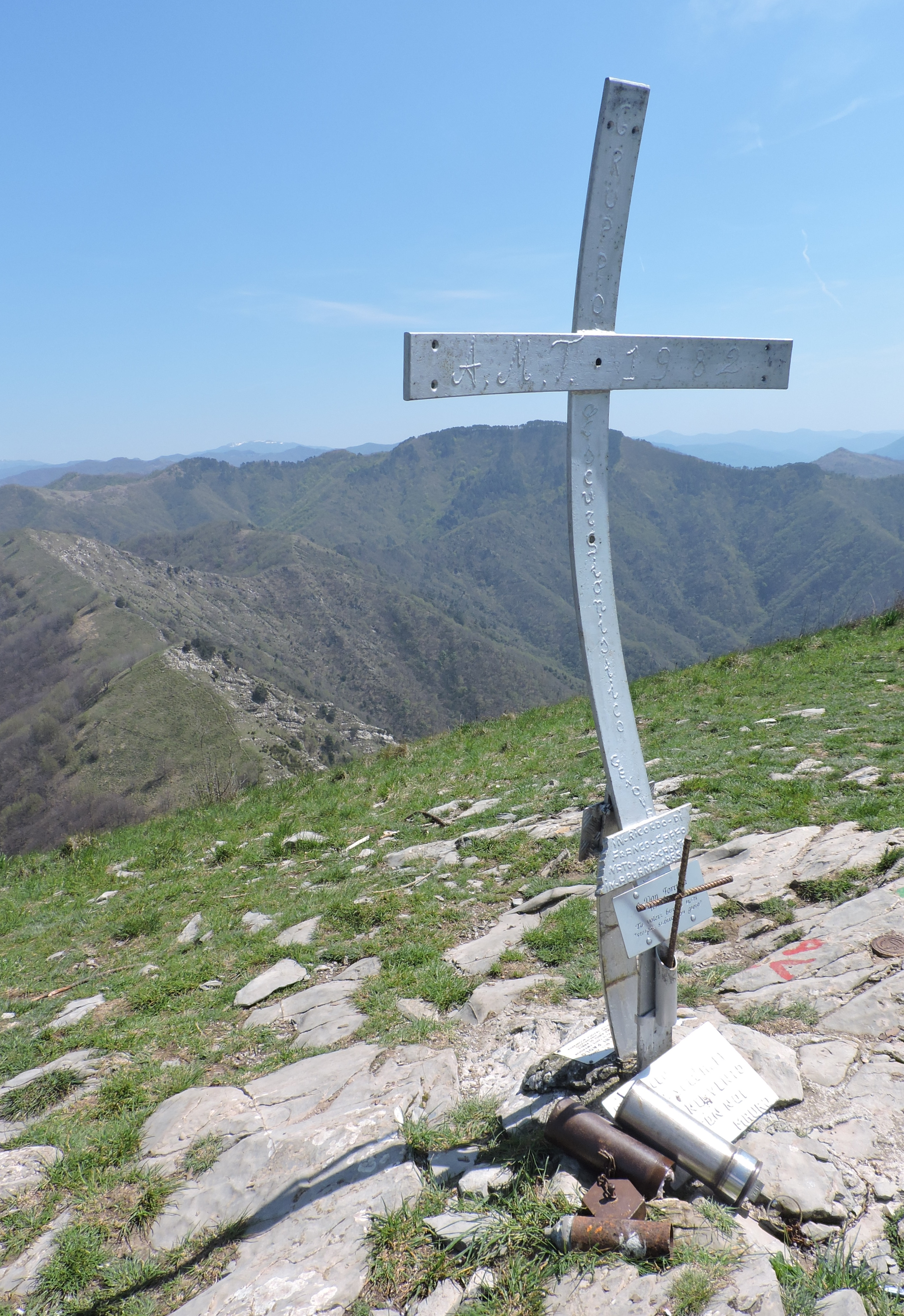
La croce di vetta

La montagna fu in passato disboscata ed ancora oggi i pascoli che la ammantano sono paesaggisticamente in netto contrasto con i vasti boschi circostanti. Nel periodo della Resistenza l'Alpesisa per la sua posizione rilevata e l'ampio campo visivo che offre fu a lungo presidiata dai partigiani che la utilizzavano come punto di osservazione

## Accesso alla vetta
Per le caratteristiche della montagna l'accesso alla vetta è di tipo escursionistico. La sua cima può essere raggiunta seguendo un sentiero che si distacca dall'Alta Via dei Monti Liguri nella tappa n.27 Colle di Creto - Passo della Scoffera, il cui percorso contorna la montagna sul lato Scrivia. Un altro sentiero che raggiunge la cima percorre il versante affacciato sulla Val Bisagno partendo da Prato (Struppa, comune di Genova).

## Tutela naturalistica
La montagna, assieme al Lago di Val di Noci e ad una porzione dello spartiacque Scrivia/Bisagno, ricade nel SIC denominato Val Noci - Torrente Geirato - Alpesisa (cod. IT1331721).